# 毛尔曹尔盖尔盖伊
毛尔曹尔盖尔盖伊，是匈牙利维斯普雷姆州所辖的一个村，总面积7.76平方公里，总人口408，人口密度52.6人/平方公里（2010年1月1日）。